# ロクセンチ
ロクセンチ（rock-senti）は、日本の二人組アコースティックバンドである。
2004年夏より活動開始。2006年FIVE D plusよりメジャー・デビュー。
名前の由来は「ロックでセンチメンタル」から。

## メンバー
- 中原明彦（なかはら あきひこ、7月22日生）ボーカル・ギター。東京都出身。
- 山田貴子（やまだ あつこ、10月1日生）ピアノ。北海道出身。

## 元メンバー
- 安田司（やすだ つかさ、3月29日生）ドラム。神奈川県出身。2008年6月脱退[2]。
- 宮本倫和（みやもと つねより、12月11日生）ベース。奈良県出身。2010年3月加入[3]、2012年10月脱退。

## サポートメンバー
- 山川浩正（やまかわ ひろまさ）ベース。
  - 2006年のメジャー・デビュー以降、現在まで、作品・ライブにサポート参加。
  - THE BOOMのベーシスト。
- 高インボム（こう いんぼむ）ドラム。
  - 2009年から参加。
  - 元THE★裏ワザのドラマー。
- 中村カツヲ（なかむら かつお）ベース。
  - レコーディング・ライブにサポート参加。
  - The LOVEのメンバー。

## ディスコグラフィー

### シングル
インディーズ
1. Continue（2005年2月23日）
2. レイトショーを観にいこう（2005年10月7日）
  - ワーナー・マイカル・シネマズ「レイトショーを観に行こう」キャンペーン・イメージソング

メジャー
1. マドレーヌ（2006年6月7日）
2. 夕凪オレンジ（2006年8月9日）
  - 映画「愛し合うことしかできない」主題歌
3. レイトショーを観にいこう/my life your life（2006年10月11日）
  - 2006 ワーナー・マイカル・シネマズ「レイトショー」テーマソング
  - FM802 2006年10月度ヘヴィー・ローテーション
  - 関西テレビ「バリサン」エンディングテーマ
  - スカパー270ch「カミングスーンTV」エンディングテーマ
4. 幸せになっちゃえよ（2007年8月8日）

### フルアルバム
1. rainbow story（2007年1月24日）
2. READY! STEADY!（2010年5月6日）
3. Rainy Step（2012年3月7日）
4. Rag & Safety blanket（2015年2月18日）

### ミニ・アルバム
1. rabbit song（2008年8月20日）

### ベスト・アルバム
1. rubbed songs（2016年7月23日）

### 楽曲提供
- 近藤真彦「挑戦者」
- TOKIO「夜を吹き飛ばせ」
- Hey! Say! JUMP「冒険ライダー」（作詞）
- 関ジャニ∞「My Last Train 」（作詞）

## ワーナー・マイカル・シネマズとの関係
2005年の初夏、ワーナー・マイカル・シネマズ新百合ヶ丘において『レイトショーを観にいこうキャンペーン』が行われ、イメージソングとしてデビュー前の彼らの『レイトショーを観にいこう』がタイアップ使用された。キャンペーンの一環として同曲のオリジナルミュージックフィルム（後に3rdシングルとして発売された同曲のMVとは異なる）が製作され、同じく製作されたCMと共に劇場で上映されていた。その他にも劇場限定ジャケットの「レイトショーを観にいこう」のシングルが発売されたり、限定DVDがプレゼントとして製作されていた。このキャンペーンは後に全国へ広がり、彼らがデビューした後の2006年にも新録された同曲がレイトショーのテーマソングとして使用された。また、映画館で使用されたミュージックフィルム及びCMはインディーズ版『レイトショーを観にいこう』シングルにDVDとして収録されている（「「ミュージックフィルム」本編、本編を元に編集した「CM70秒版」「CMワーナー・マイカル・シネマズ新百合ヶ丘版」及び「メイキング」の4本）。